# Turri
Turri è un comune italiano di 375 abitanti della provincia del Medio Campidano, nella subregione storica della Marmilla.

## Storia
L'area fu popolata già in epoca nuragica, per la presenza sul territorio di alcuni nuraghi. Probabilmente conosciuta anche da fenici e punici.
Nel periodo Medievale appartenne al Giudicato di Arborea e fece parte della curatoria di Marmilla.  Alla caduta del giudicato (1420) passò sotto il dominio aragonese, e fu incorporato nell'Incontrada di Marmilla, feudo dei Carroz conti di Quirra. Nel 1603 entrò a far parte del Marchesato di Quirra, feudo dei Centelles.
Successivamente la signoria passò agli Osorio de la Cueva, che lo tennero fino all'abolizione del feudalesimo (1839) quando fu riscattato all'ultimo feudatario Filippo Osorio. Col riscatto dalla feudalità divenne un comune libero, amministrato da un sindaco e da un consiglio comunale.

### Simboli
Lo stemma e il gonfalone del comune di Turri sono stati concessi con decreto del presidente della Repubblica del 18 novembre 2004.
Il gonfalone è un drappo di bianco.

## Società

### Evoluzione demografica
Abitanti censiti

### Lingue e dialetti
La variante del sardo parlata a Turri è il campidanese occidentale.